# Leopold von Schmettau
Leopold rigsgreve von Schmettau (1714 – maj 1777) var en dansk embedsmand, far til Gottfried Wilhelm Christian rigsgreve Schmettau.
Han var søn af gehejmeråd Frederik Vilhelm Schmettau. Han ejede Stäcketz i Oldenburg, blev 1734 dansk kammerjunker, landråd i Holsten, regeringsråd i Oldenburg, etatsråd, blev 24. februar 1742 ophøjet i den tyske rigsgrevestand og 1755 dansk kammerherre.
Han var gift med Eleonore Friderica von Bassewitz (22. april 1728 - 28. december 1800), næppe datter af Detlev Hans von Bassewitz til Hohen-Luckow og Ilsabe Sophie Dorothea von Bülow (som tidligere antaget i nærværende artikel, men dog ikke hævdet i Danmarks Adels Aarbog av 1914, s. 427 - hvor forældre ikke nævnes), men en datter af Henning Friedrich v. Bassewitz (1680 Dahlwitz-1749 Kl. Dobbertin) og Anne Marie von Clausenheim (1683-1757)!